# Theodor Burchardi
Theodor Burchardi (14. maj 1892 – 12. august 1983) var en tysk admiral i Kriegsmarinen under 2. verdenskrig og udmærket med Jernkorsets Ridderkors med egeløv. Burchardi udmærkede sig med sit organisatoriske resultat i evakueringen af 2 millioner mennesker fra både Kurland og Østpreussen i slutningen af 2. verdenskrig under Operation Hannibal og Evakueringen af Østpreussen.